# Almindelig blåfugl
Den almindelige blåfugl (Polyommatus icarus) er en sommerfugl i blåfuglefamilien. Den er udbredt over hele Europa, i Nordafrikas bjerge og mod øst til det østlige Asien. Arten er som navnet antyder den mest almindelige blåfugl i Danmark. Sommerfuglen kan findes på vejskråninger, byggegrunde, heder, enge, overdrev, skovlysninger og andre lysåbne græsklædte pletter med forskellige ærteplanter, som er larvens foretrukne føde. Blot ikke på for våd bund. De første almindelige blåfugle ses i maj, og helt hen i september kan man støde på dem.

## Udseende
Hannerne af den almindelige blåfugl er lysende blå, mens hunnerne findes i mange variationer over mørkt chokoladebrun med orange pletter til lys blå som hannen. Hannen ligner med sin blå overside flere andre blåfugle, men kan kendes på den skinnende blå overside med smal sort søm og hvide frynser og på at forvingens forkant er sølvfarvet ind mod roden. På undersiden af bagvingen er den hvide kileformede plet mellem de orange sømpletter et godt kendetegn for begge køn. Denne hvide plet ses dog også hos sortbrun og rødplettet blåfugl, der til gengæld afviger på andre måder. Et andet sikkert kendetegn findes på undersiden af forvingen. Her ses en sort plet indenfor midtpletten. Denne del af forvingen er dog ofte dækket af bagvingen. Sommerfuglens vingefang er 25–33 mm, kønnene er ens i størrelsen.

## Livscyklus
Den lange flyvetid fra maj til september skyldes, at sommerfuglen har op til 3 generationer på en enkelt sommer. En uge efter ægget er lagt, klækkes larven. Efter ca. 4 uger er larven fuldvoksen og forpupper sig. Sommerfuglen klækkes af puppen 10-20 dage senere. De sene larver sætter sig til overvintring tæt ved jordoverfladen ved værtsplanterne og forpupper sig næste forår.

## Larvens foderplanter
Sommerfuglelarver er specialiserede til kun at æde nogle få planter. Larver af almindelig blåfugl lever i Danmark af humlesneglebælg, lucerne, rødkløver, gul kløver, almindelig kællingetand eller harekløver og sandsynligvis flere andre.

## Galleri
- Hunnen hos den almindelige blåfugl er mere brunlig på vingeoversiderne i forhold til hannen
Foto: Sander van der Molen, august 2005.
- Vingeundersiden hos almindelig blåfugl
Foto: Sannse, juni 2004.